# Нити видим, нити чујем
Нити видим, нити чујем (енгл. See No Evil, Hear No Evil) је америчка криминалистичка акциона филмска комедија Артура Хилера из 1989. године.
Воли Кару (Ричард Прајор) је слеп човек који тражи посао. Дејв Лајонс (Џин Вајлдер) је глув човек који води киоск. Када Дејв унајми Волија, никада не замишља да ће морати да раде заједно да би преживели. Након што се на њиховом киоску догоди убиство, они својим колективним чулима откривају ко је убица - али истражни детектив (Алан Норт) их наводи као главне осумњичене. Када се прави убица (Џоан Северанс) врати да покрије своје трагове, њих двоје морају заиста да сарађују да би живели.

## Радња
Слепи Воли и глуви Дејв су Њујорчани. Упознали су се када је Воли дошао да добије посао у Дејвовој продавници поклона и постали пријатељи. Дејв чита са усана и сада се добро надопуњују. У присуству Дејва, купац је убијен у продавници сувенира; Воли, који је био у близини, чуо је звук пуцња и промашио убицу на вратима. Пре смрти, жртва је успела да баци новчић у кутију за кусур. Хитац је испалила жена по имену Ив, која је хладнокрвно побегла са места злочина, оставивши за собом пиштољ. За полицију, Воли и Дејв постају осумњичени број један.
Након испитивања, пар мора да буде пуштен. Ив и њен помоћник Кирго почињу лов на инвалиде, пошто схватају да имају вредан новчић. Воли је идентификовао Ивин парфем, а Дејв њене ноге, али полиција не верује сведочењу тако непоузданих сведока. Док напуштају локацију, Ив узима новчић од Волија. Ипак се решавају Киргоа, који је требало да убије Волија и Дејва. Слепи и глуви започињу сопствену истрагу након што су прочитали Ивине усне током телефонског разговора да она ради за извесног Сатерленда. Након тога преузимају аутомобил и проналазе Ив. Ушавши у хотелску собу, Дејв враћа новчић. Пар такође измиче полицији која их прогања. За помоћ се обраћају Волијевој сестри Адел и криминалци је узимају као таоца. Воли и Дејв се ушуњају на имање господина Сатерленда и покушавају да ослободе Адел. Она бежи, али Воли и Дејв остају заробљени. Испоставило се да је новчић, у ствари, узорак револуционарног високотемпературног суперпроводника који Сатерлендови послушници планирају да прокријумчаре из земље. Међутим, господин Садерленд је такође слеп, његови пријатељи то схватају и успевају да побегну тако што ће своје непријатеље супротставити једни другима. На крају, пријатељи задржавају Ив и предају злочинце полицији која је стигла.